# Roger Bourderon
Pour les articles homonymes, voir Bourderon.
Roger Bourderon, né le 31 août 1929 à Boucau (Pyrénées-Atlantiques) et mort le 6 novembre 2019 à Paris, est un historien français, spécialiste de l'histoire du communisme et de la Seconde Guerre mondiale. Il fut également un militant et un élu du Parti communiste français.

## Biographie
Né dans une famille modeste, Henri Roger Bourderon passe sa jeunesse à Paris, dans le 14e arrondissement.
Agrégé d'histoire (1955), ancien élève de l'École normale supérieure de Saint-Cloud (promotion 1950), il est d'abord en poste à Nîmes, où il appartient à la direction de la section locale du Parti communiste français dans les années 1960. Dans le même temps, il préside l'Université nouvelle de Nîmes, et est secrétaire de la Fédération de l'Éducation nationale du Gard. Il passe un DES consacrés à des Recherches sur les troubles de subsistance dans la généralité du Languedoc au XVIIIe siècle, puis prépare une thèse sur la Compagnie des mines de La Grand-Combe, finalement non soutenue.
Il est maître de conférences honoraire de l'Université Paris-VIII-Saint-Denis (maître-assistant en 1979, puis maître de conférences en 1985 jusqu'à sa retraite en 1989), où il a enseigné l'Histoire contemporaine.
Spécialiste de la Deuxième Guerre mondiale, son premier ouvrage, sous la direction d'Henri Michel, est consacré à la Libération du Languedoc. Il s'est particulièrement attaché ensuite à l'histoire des communistes français entre 1939 et 1945. Il est l'auteur de plusieurs ouvrages sur ce thème, et notamment d'une biographie sur le colonel Rol-Tanguy, acteur majeur de la Libération de Paris.
Inséré dans le réseau des historiens communistes, il participe à des ouvrages collectifs, renouvelant les approches sur l'histoire du mouvement ouvrier et du PCF, publiés aux Éditions sociales à la fin des années 1970 et durant les années 1980.
D’octobre 1975 à octobre 1982, il assure la responsabilité de la rubrique « Histoire » de L'Humanité.
Pendant quinze ans, de 1981 à 1995, il est rédacteur en chef des Cahiers d'histoire de l'Institut de recherches marxistes.

## Publications

### Ouvrages
- Libération du Languedoc méditerranéen, Hachette Littérature, Paris, 1974
- Le fascisme, idéologie et pratiques. Essai d'histoire comparée, Éditions Sociales (ES), Paris, 1979
- La France dans la tourmente, 1939-1944 (avec Germaine Willard), ES, Paris, 1982 [présentation en ligne]
- Politzer contre le nazisme. Écrits clandestins, février 1941, Messidor-ES, 1984 (préface de Claude Mazauric)
- La Gestapo contre le parti communiste. Rapports sur l'activité du PCF, décembre 1940-juin 1941 (avec Gilbert Badia et Germaine Willard), Messidor-ES, 1984
- Détruire le PCF, 40-44, archives de l'État français et de l'occupant hitlérien (avec Ivan Abakoumovitch), Messidor-ES, 1988
- Histoire de Saint-Denis (direction avec Pierre de Peretti), Privat, Toulouse, 1988 (reéd. 1997, préface de Patrick Braouezec)
- Libération de Paris, les cent documents (avec Henri Rol-Tanguy), Hachette, 1994 (préface de Jacques Chaban-Delmas)
- L'an I et l'apprentissage de la démocratie (direction), Presses de Saint-Denis, Saint-Denis, 1995
- La négociation. Été 1940 : crise au PCF, Syllepse, Paris, 2001 (préface de Serge Wolikow) [présentation de l'ouvrage]
- Rol-Tanguy, Tallandier, Paris, 2004 (préface de Christine Levisse-Touzé)  (ISBN 2-84734-149-8) [présentation de l'ouvrage]
- La guerre d'Espagne, l'histoire, les lendemains, la mémoire (direction), Tallandier, Paris, 2007  (ISBN 978-2-84734-473-8)
- Le PCF à l'épreuve de la guerre, 1940-1943 : de la guerre impérialiste à la lutte armée, Syllepse, Paris, 2012, (préface de Roger Martelli)  (ISBN 978-2-84950-341-6) [présentation de l'ouvrage]

### Ouvrages collectifs
- Histoire du réformisme en France depuis 1920, Éditions sociales, 2 volumes, 1976 (avec Daniel Blume, Jean Burles, Jean Charles, Jean Gacon, Richard Lagache, Michel Margairaz, Roger Martelli, Jean-Paul Scot, Serge Wolikow)
- Histoire de la France contemporaine (avec Germaine Willard), tome 5 (1940-1947), ES-Livre club Diderot, Paris, 1980
- Le PCF, étapes et problèmes, 1920-1972, ES, 1981 (avec Jean Burles, Jacques Girault, Roger Martelli, Jean-Louis Robert, Jean-Paul Scot, Danielle Tartakowsky, Germaine Willard, Serge Wolikow)
- Histoire du Val-de-Marne, Messidor, 1987